# Goljam izvor (distrikt i Bulgarien, Chaskovo)
Goljam izvor (bulgariska: Голям извор) är ett distrikt i Bulgarien.   Det ligger i kommunen Obsjtina Stambolovo och regionen Chaskovo, i den centrala delen av landet, 220 km sydost om huvudstaden Sofia.
Trakten runt Goljam izvor består till största delen av jordbruksmark. Runt Goljam izvor är det glesbefolkat, med 14 invånare per kvadratkilometer.